# کلیسای جامع آنی
کلیسای جامع آنی (به ارمنی ԱԱնիի մայր տաճար - به انگلیسی Cathedral of Ani), کلیسایی است متعلق به ارمنیان که شروع ساخت آن در سال ۹۸۹ میلادی است و در بین سالهای ۱۰۰۱ تا ۱۰۱۰ میلادی به پایان رسیده است. این کلیسا در آنی (شهر باستانی) نزدیکی شهر استان قارص در ترکیه، (ارمنستان غربی) می‌باشد.

## نگارخانه

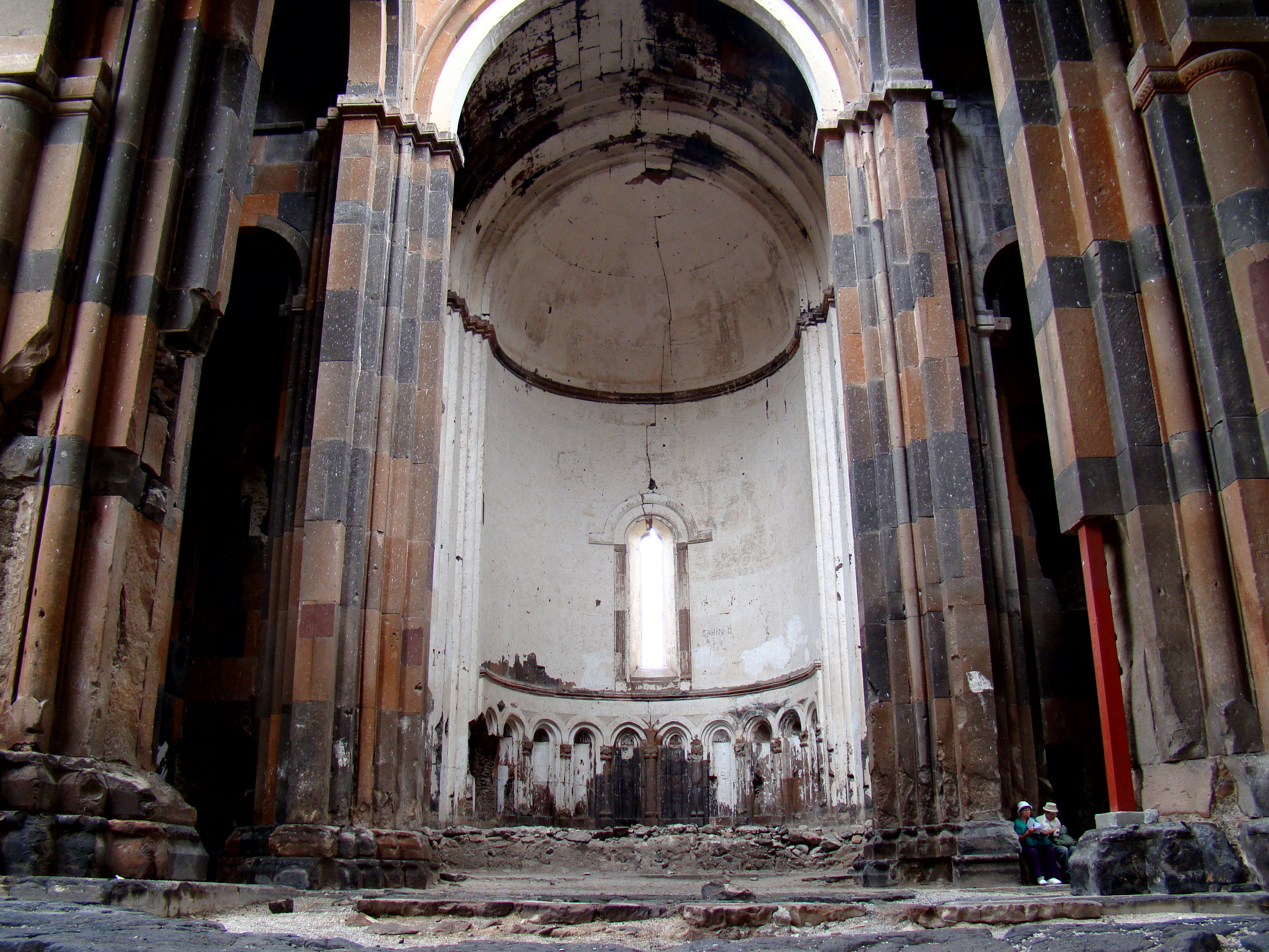
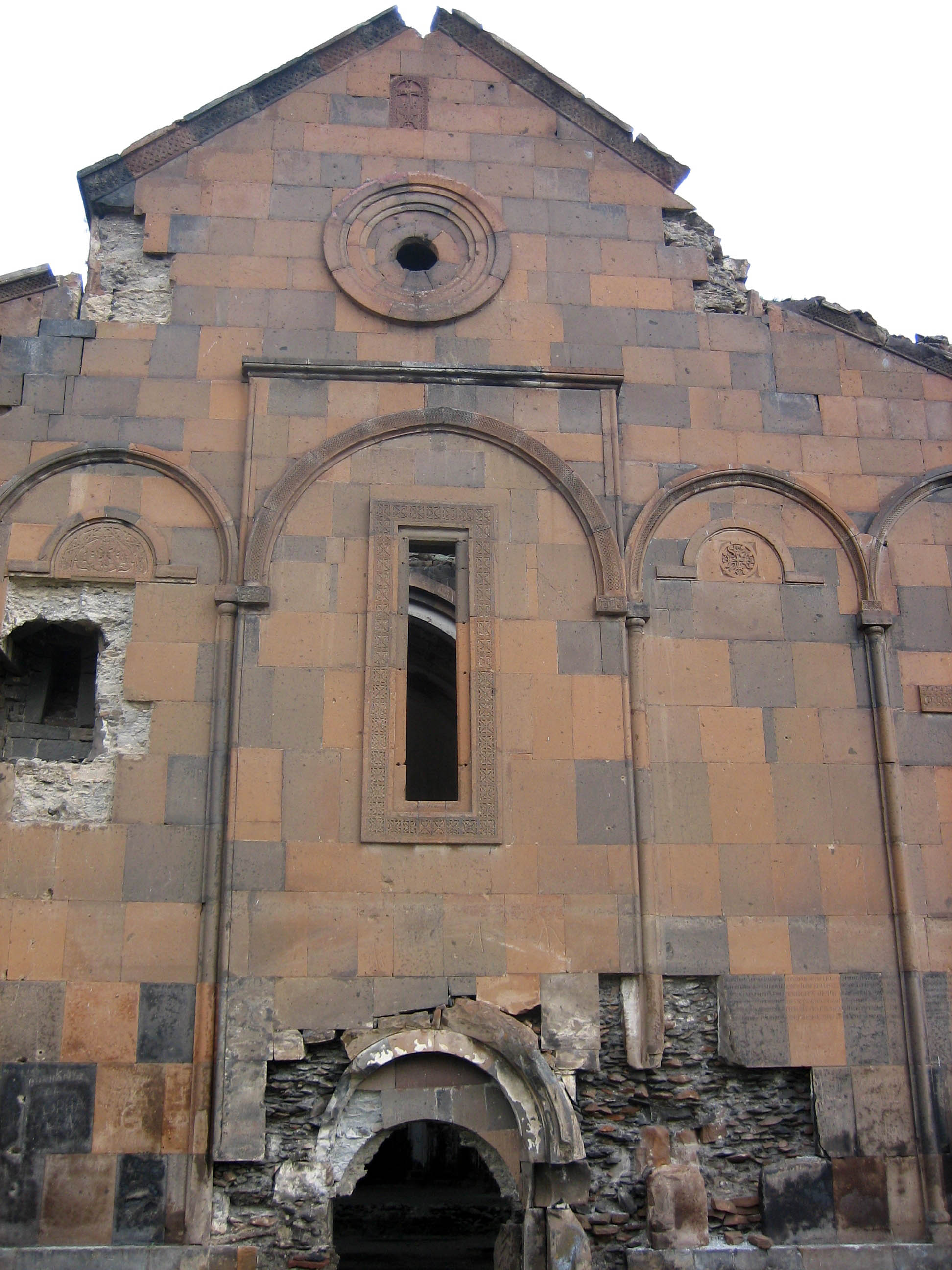
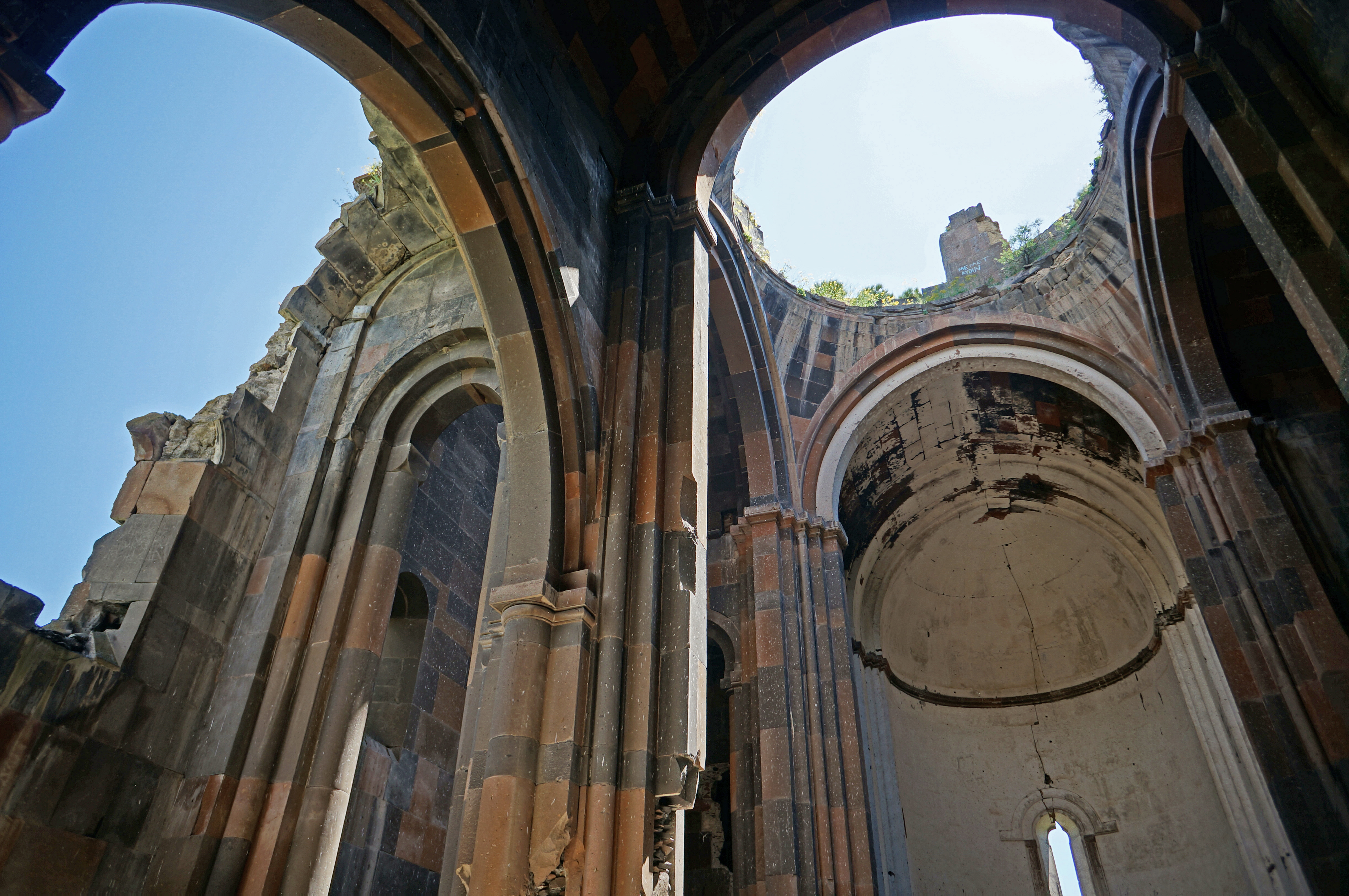
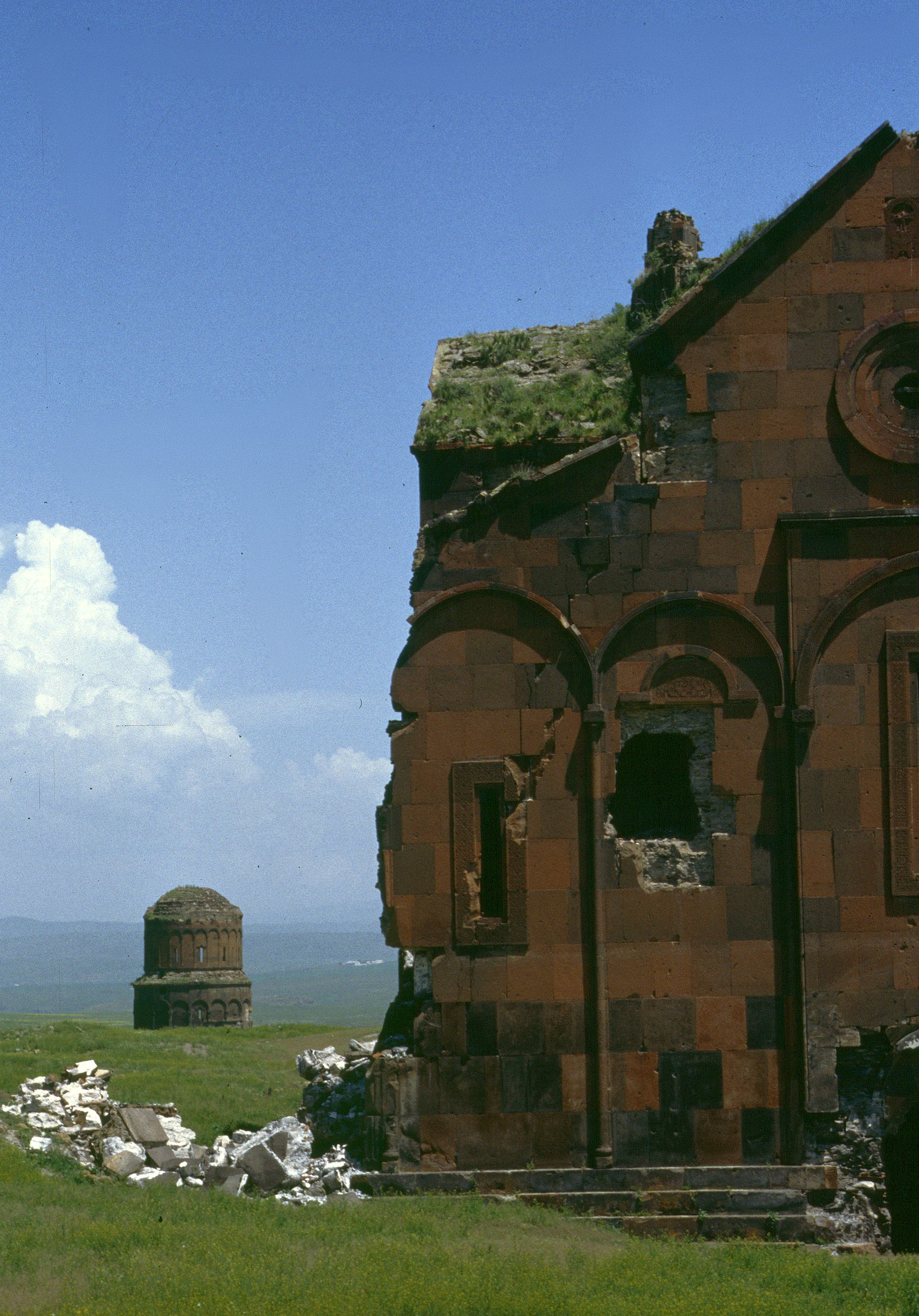
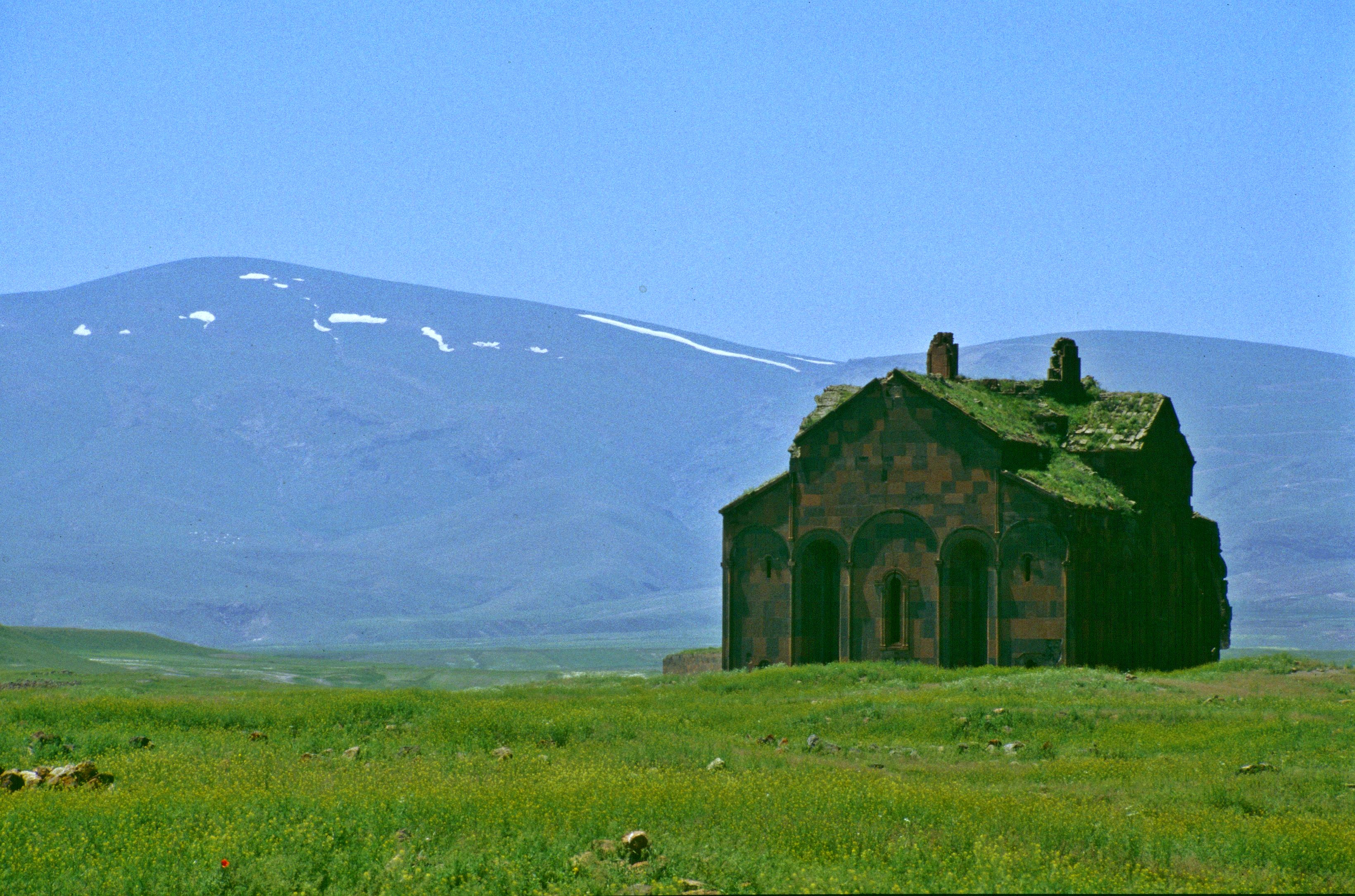
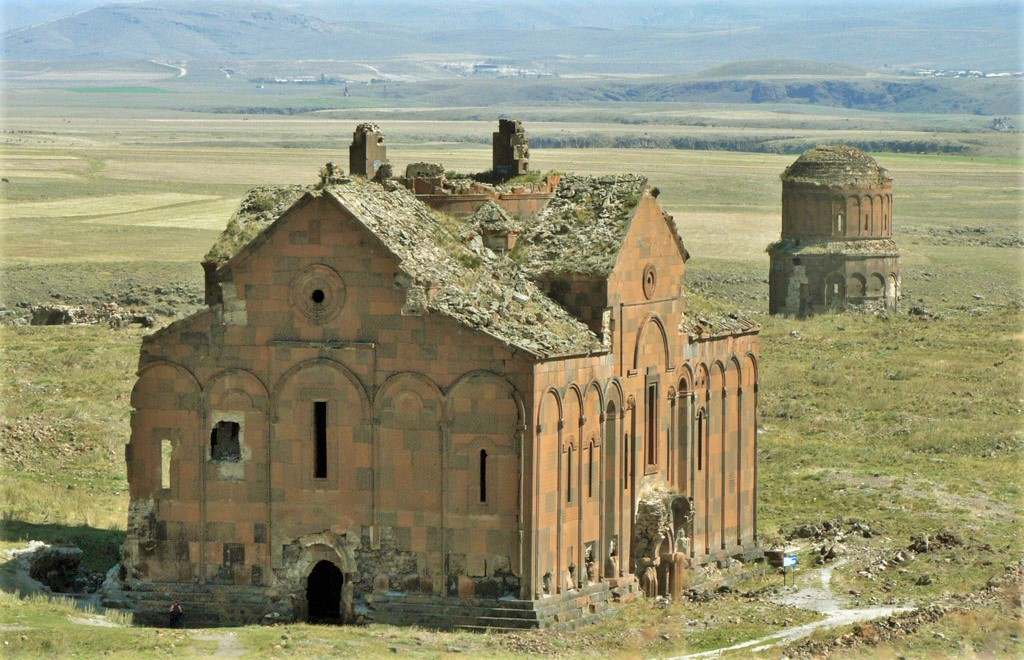

## تصاویر تاریخی و هنری

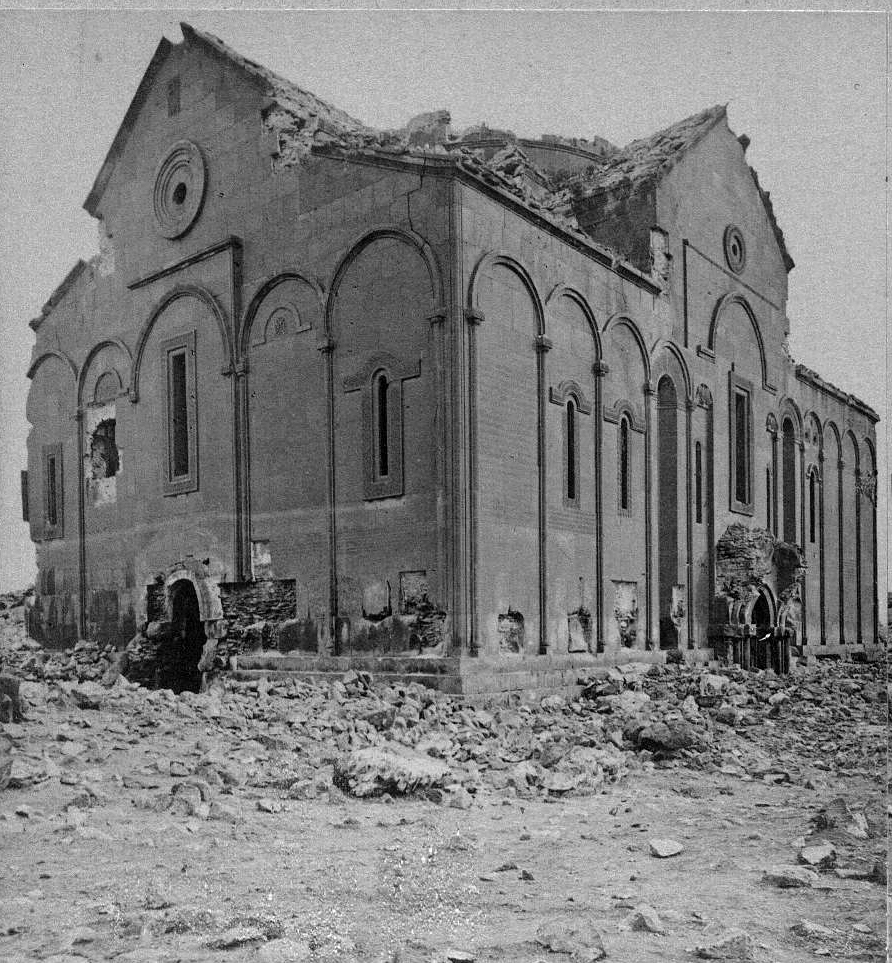
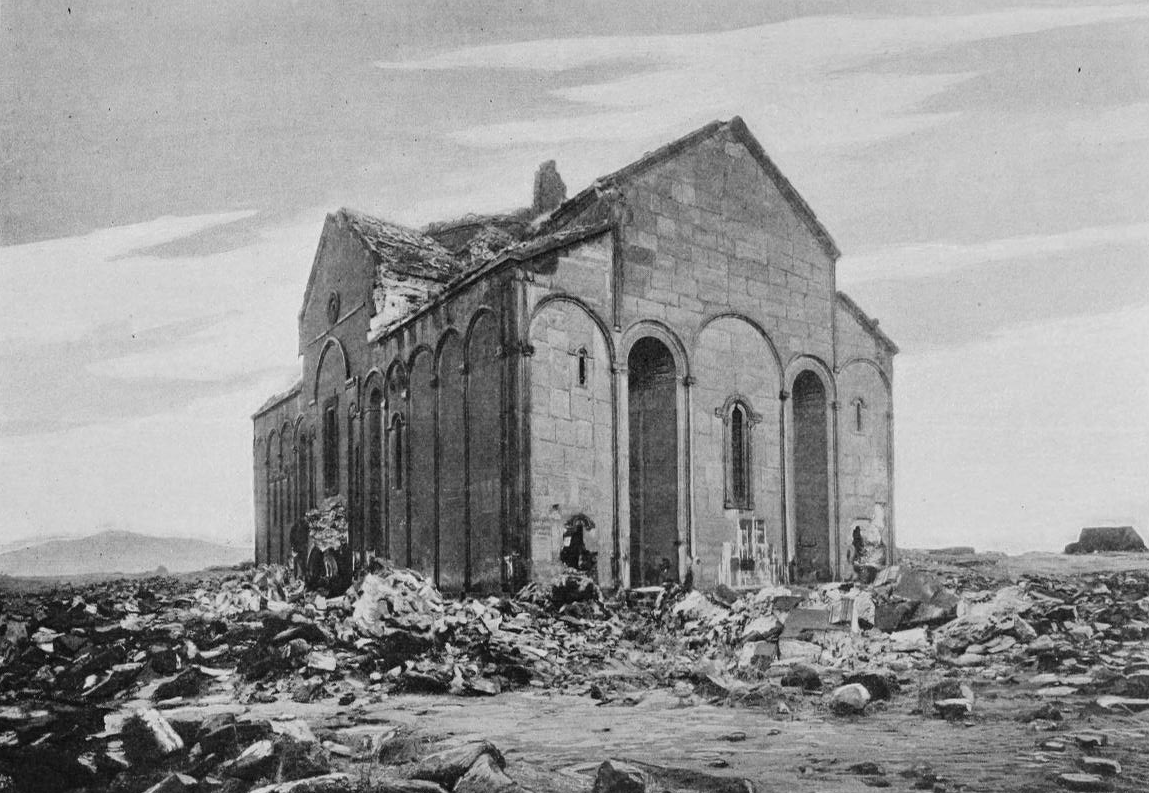
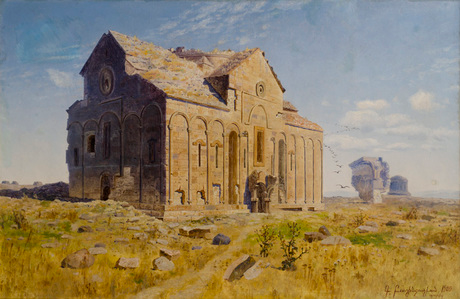
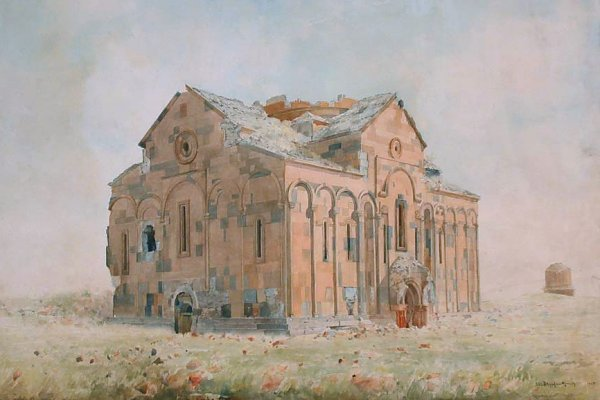
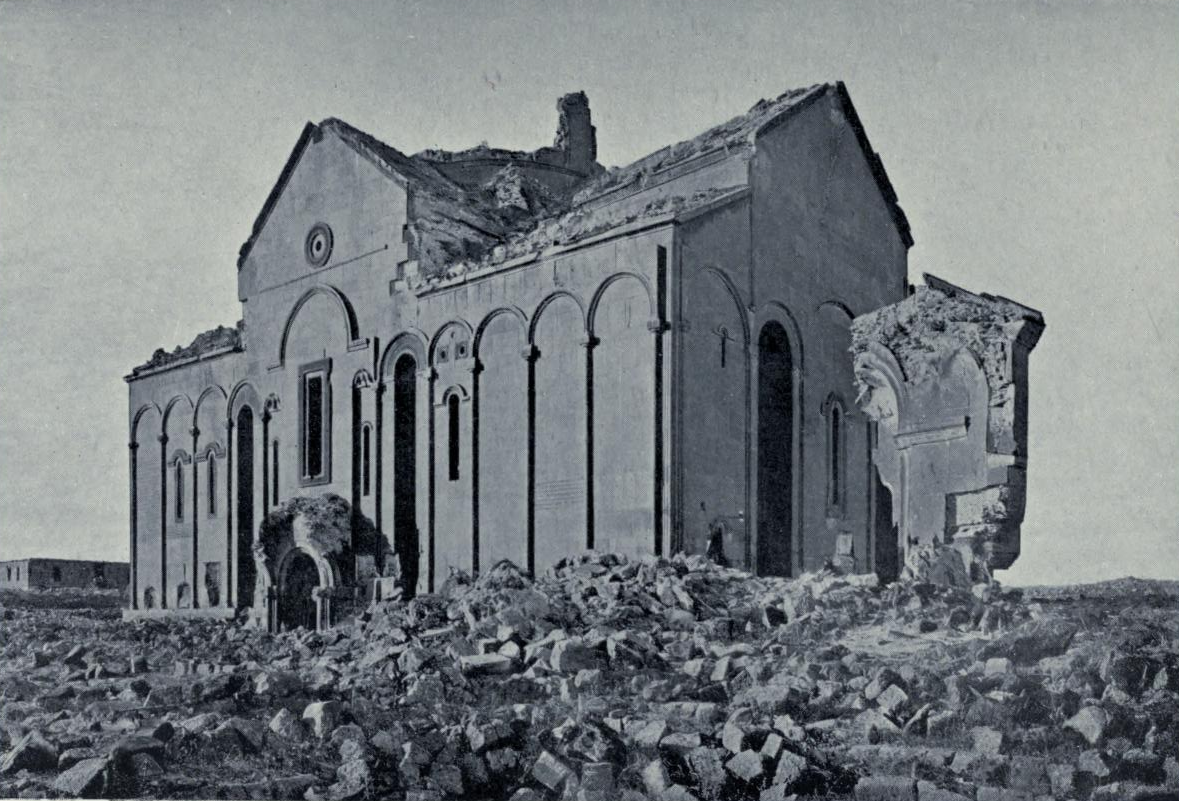